# Villers-au-Bois
Villers-au-Bois – miejscowość i gmina we Francji, w regionie Hauts-de-France, w departamencie Pas-de-Calais.
Według danych na rok 1990 gminę zamieszkiwało 369 osób, a gęstość zaludnienia wynosiła 71 osób/km² (wśród 1549 gmin regionu Nord-Pas-de-Calais Villers-au-Bois plasuje się na 872. miejscu pod względem liczby ludności, natomiast pod względem powierzchni na miejscu 661.).